# سوزان هيرلي
سوزان هيرلي (بالإنجليزية: Susan Hurley)‏ هي فيلسوفة بريطانية، ولدت في 16 سبتمبر 1954، وتوفيت في 16 أغسطس 2007.